# Улица Комсомола (Кронштадт)

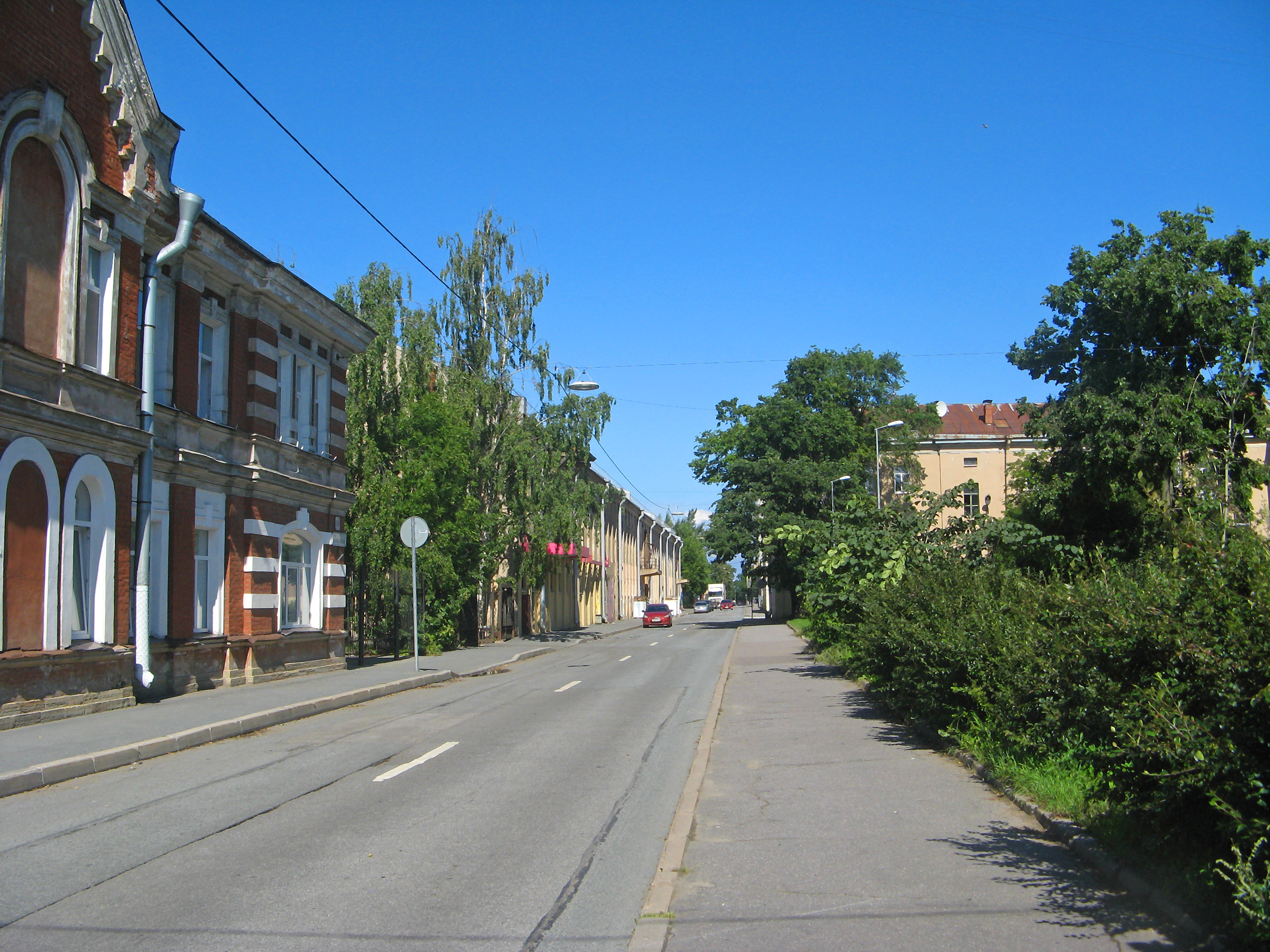

Улица Комсомола — улица в Кронштадте. Соединяет улицы Петровскую и Восстания между улицей Аммермана и Обводным каналом в направлении с севера на юг.
Протяжённость магистрали — 865 метров.

## История
Известна с XVIII века как Бочарная улица. 4 сентября 1930 года улица получила нынешнее название.
C 2010 года ведётся активное обсуждение возможности возвращения улице её исторического названия.

## Здания, сооружения, организации

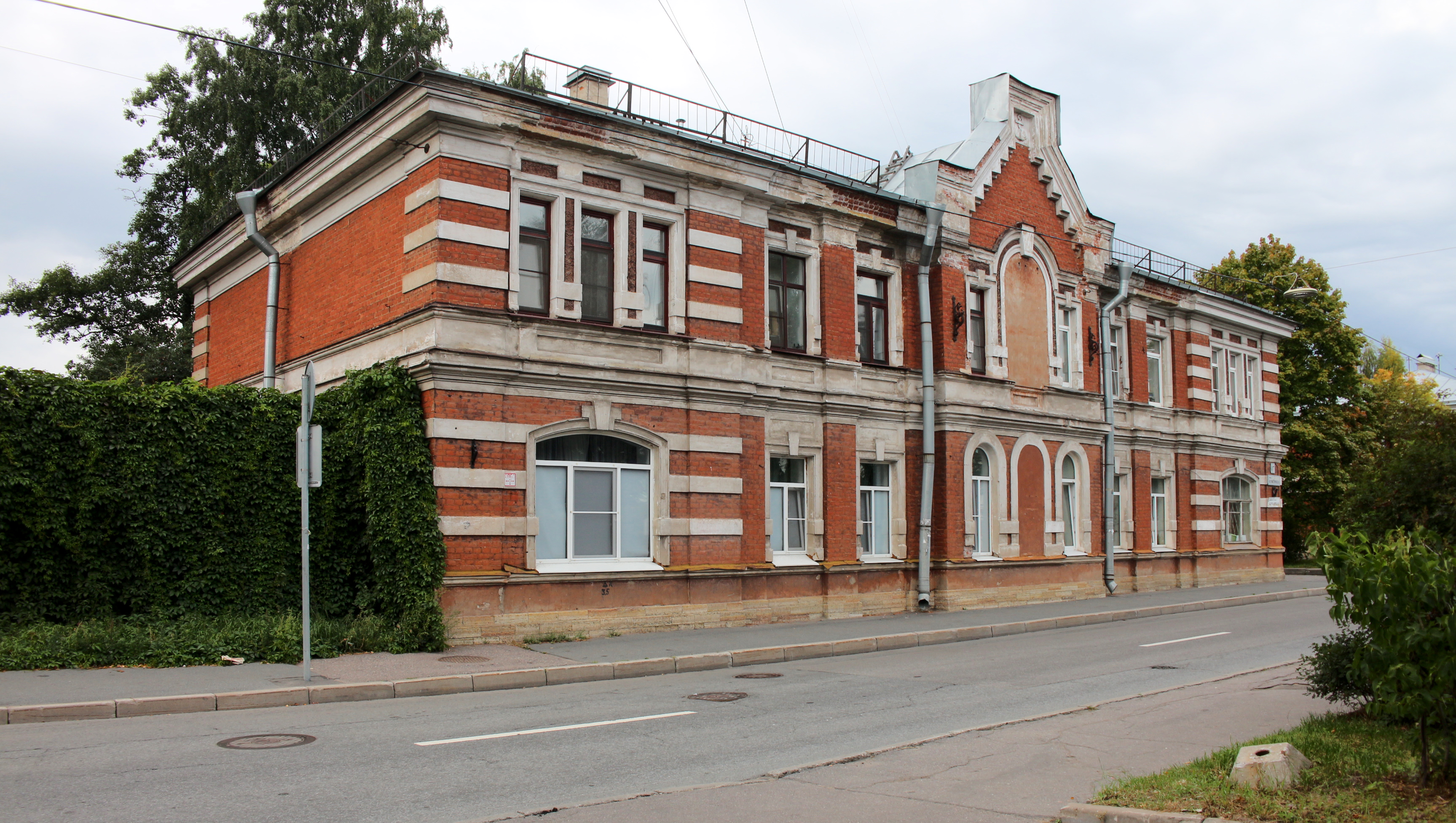
Улица Комсомола, дом № 17

- Дом № 2 — поликлиника № 74 Кронштадтского района[5].
- Дом № 14 — родильный дом г. Кронштадта[6].
- Дом № 14/16 — здание, запланированное для реконструкции с последующим размещением гериатрического центра городской больницы № 36[7].
- Дома № 15 и 17  7801911000 — жилые дома служителей морского ведомства, 1903—1906 г.[8]

## Транспорт
Движение общественного транспорта по улице отсутствует. По ближайшим улицам проходят маршруты автобусов № 1Кр, 2Кр, 3Кр, 101.

## Пересечения
С севера на юг:
- улица Восстания;
- улица Гусева;
- Советская улица;
- Интернациональная улица;
- Ленинградская улица;
- улица Лебедева;
- Петровская улица.

## Интересные факты
- На доме № 17 по улице Комсомола установлено две адресные таблички: одна с современным названием улицы, вторая — с историческим.
- В родильном доме, расположенном в доме № 14, родилась Светлана Медведева, супруга Дмитрия Медведева[9].
- Северная часть улицы представляет собой две проезжие части, разделённые пешеходной аллеей.
- Часть территории улицы, согласно решению Законодательного собрания Санкт-Петербурга, подлежит реновации, подразумевающей снос аварийного и ветхого жилья и строительство нового (программа рассчитана на период до 2018 года)[10][обновить данные].